# Mörbylånga
Mörbylånga er en by i Mörbylånga kommune i Kalmar län på Öland i Sverige. Selv om Mörbylånga er hovedby i den kommune, den har lagt navn til, er Färjestaden kommunens største by.
Mörbylånga blev friköping i 1820. I 1881 var byen vokset, og blev köpingkommune inden for sit sogn. Köpingen blev opløst i 1952, ved dannelsen af Mörbylånga kommune. Helt frem til kommunedannelsen, aspirerede byen til at få stadssrettigheder (købstadsrettigheder), hvilket man kan se på byplanlægningen, hvor en esplanade blev anlagt i 1900-tallets begyndelse. Af samme grund har byen flere gader med karaktér af 1800-tallets og det tidlige 1900-tals byggeri. Bebyggelsen mellem havnen og torvet består af tidstypiske træhuse med idylliske haver. På torvet, samt hvor Esplanaden krydser Västerlånggatan, er der tidstypske torvebrønde.
Byens vigtigste erhverv er turisme, levnedsmidddelindustri og landbrug. Der var længe forbindelse til Kalmar med dampskib, hvilket bidrog til byens udvikling, men siden 1950'erne er befolkningstilvæksten næsten stagneret. I begyndelsen af 1990'erne blev byens største arbejdsgiver, Svenska Sockeraktiebolagets sukkerraffinaderi, lukket. Mange af byens indbyggere pendler til arbejdspladser i Kalmar. Den nuværende største arbejdsgiver i Mörbylånga og omegn er Guldfågeln AB med 250 ansatte og en omsætning på 475 millioner SEK.